# Dvärgmås
Dvärgmås (Hydrocoloeus minutus) är världens minsta mås inom familjen måsfåglar. Tidigare fördes den till det stora släktet Larus, men placeras idag oftast i det egna släktet Hydrocoloeus. Den förekommer utspritt i Europa och norra Asien, men även mycket lokalt i Nordamerika. Utbredningsområdet är mycket stort och den tros öka i antal, varför beståndet anses vara livskraftigt. 

## Utseende
Dvärgmåsen är mycket liten och nätt, bara två tredjedelar av en fiskmås med sin längd på 24–28 cm och ett vingspann på 62–69 cm. Med sina snabba ryckiga vingslag påminner den om en tärna i flykten. Den har en smal, spetsig och svart näbb, rundade vingspetsar och dess stjärt är i det närmaste rektangulär. Den har tre åldersklasser (Se måsars ruggning). Karaktäristiskt för flygande adulta och andra årets fåglar är att de har en mörk vingundersida och en ljusgrå vingöversida vilket kan ses på långt håll. Utöver detta har även dvärgmåsen i dessa två åldrar en vit bakkant på vingens ovan- och undersida som sträcker sig ända ut på vingspetsen vilket gör att vingspetsen ser än mer rundad ut. 
En adult fågel i sommardräkt har helsvart huvud med rödbrun näbb, som på lite håll ser svart ut. Den har röda ben. Dess vingovansida och rygg är ljusgrå medan nacke, mantel, övergump och stjärt är vit, och kroppsundersidan vit med en svagt rosa ton. I flykten syns dess svartaktiga vingundersidor som kontrasterar kraftigt mot kroppsundersidan och den vita bakkanten på vingen. I vinterdräkt har den adulta fågeln en svart öronfläck, precis som skrattmåsen, ljusgrå mantel och nacke, och gråsvart hjässa. Dess näbb är svart och benen är ljusrosa. I övrigt har den samma teckning som en adult fågel i sommardräkt.
Juvenila fåglar har en kraftigt vattrad ovansida i brunsvart med en kraftig svart W-teckning på vingovansidan. Den har svart öronfläck, gråsvart hjässa, grå nacke, och en gråsvart teckning på manteln som sträcker sig ned på kroppssidan. Den har ett svart stjärtband och dess kropp- och vingundersida är vita så när som på en liten svart fläck där bakre vingkanten möter kroppen. Dess näbb är svart och den har ljusrosa ben.
Första årets fåglar i vinterdräkt har samma teckning på huvud och kropp som en adult fågel i vinterdräkt medan teckningen på vingar och stjärt är samma som på en juvenil fågel. I sommardräkt har den 1-åriga fågeln en liknande teckning som i vinterdräkt fast vissa individer har partiellt eller helsvart huvud. Eftersom fjädrarna slits så är W-tecknet på vingovansidan ljusbrunt till färgen. Stjärtbandet är ofta avbrutet på mitten.
2:a årets fåglar ser i både sommardräkt och vinterdräkt ut som en adult fågel men har ljusare vingundersidor och varierande mängd svart teckning på spetsen av vingovansidan.

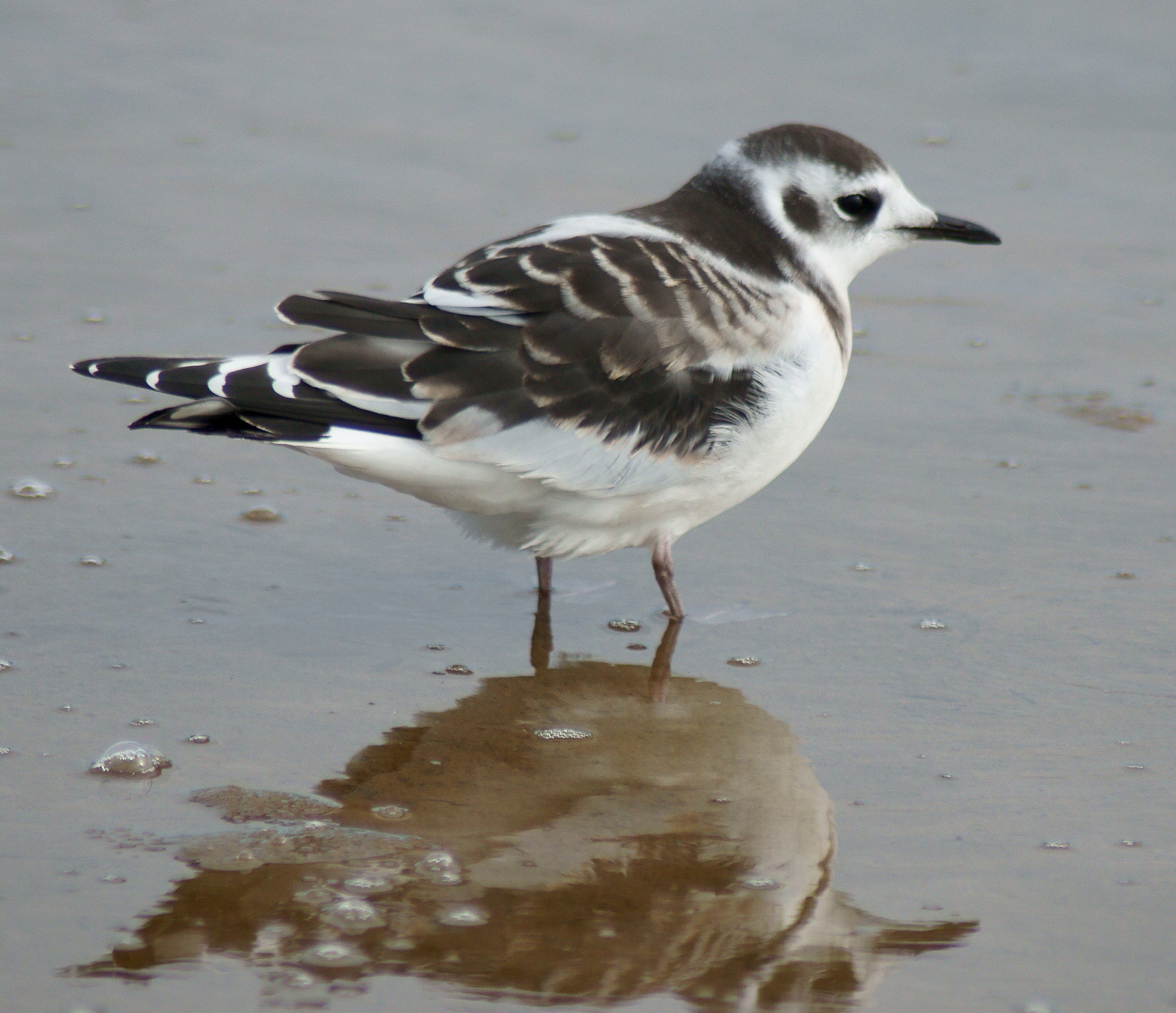
Juvenil dvärgmås.
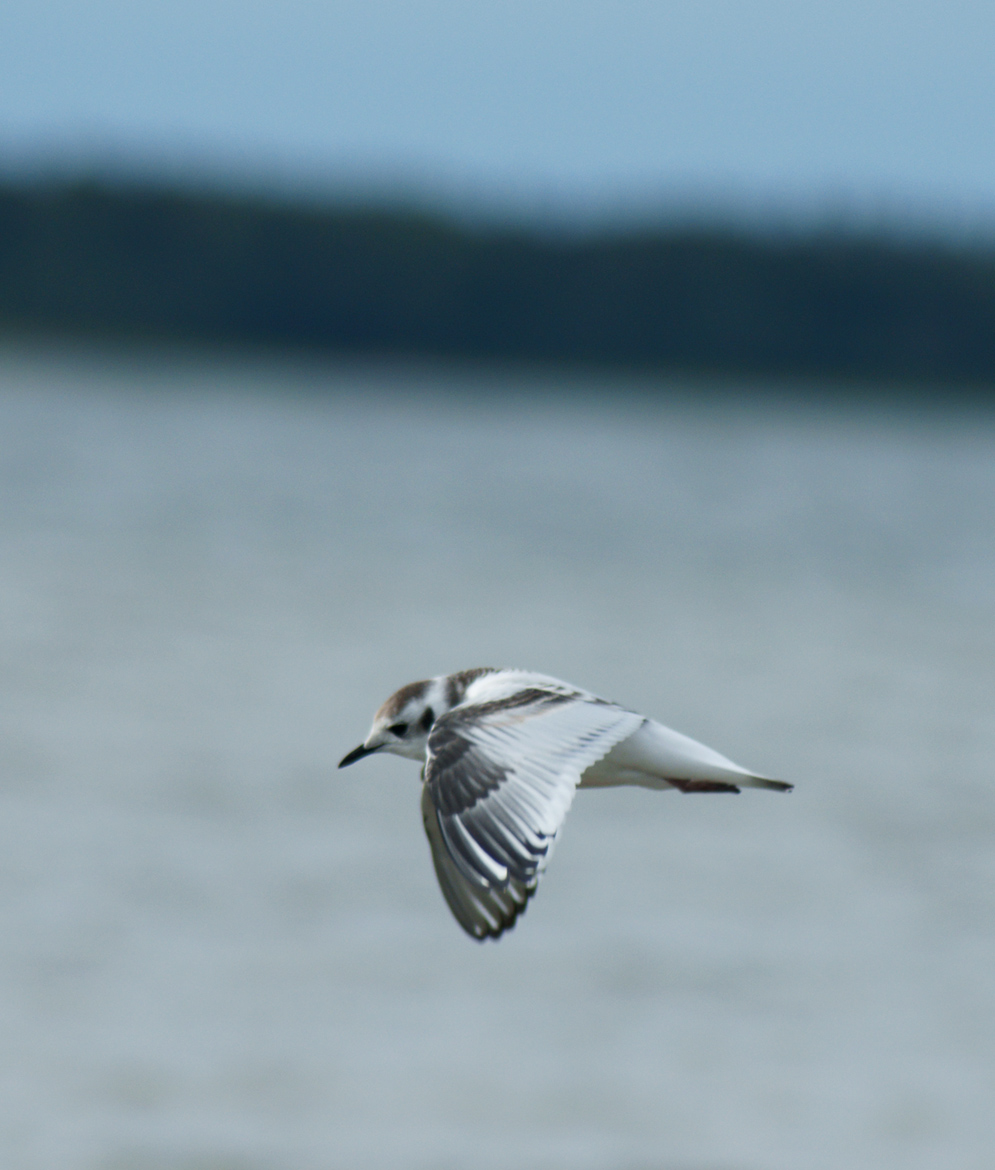
Foto av juvenil dvärgmås där den mörka teckningen på vingovansidan kan skönjas.
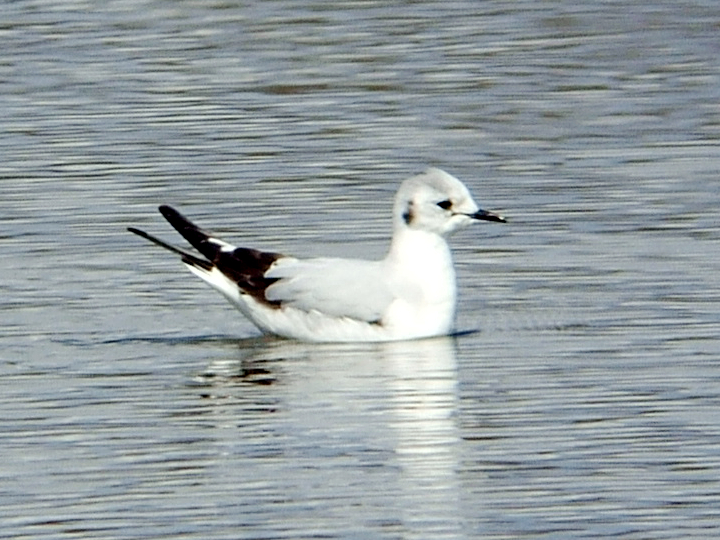
Dvärgmås i första vinterdräkt.

## Läten
Spellätet är ett rytmiskt och högljutt "kjä-ki kjä-ki kjä-ki..." och bland övriga läten hörs korta och nasala "keck".

## Utbredning

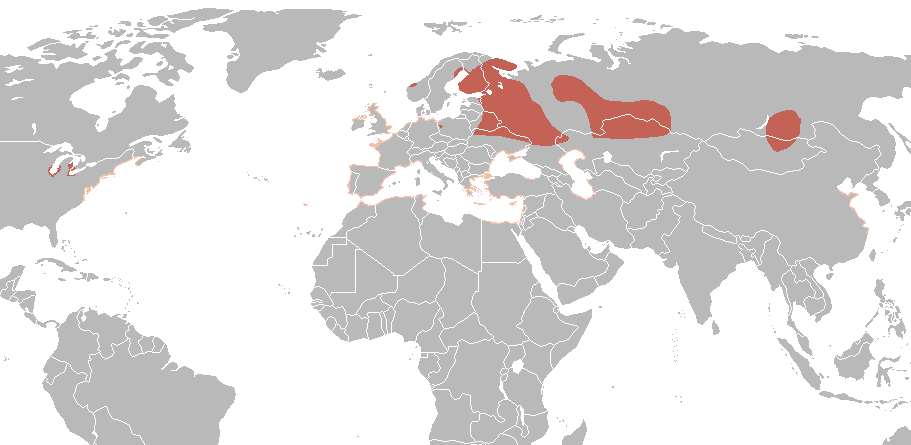
Häckningsområden i rött. Övervintringsområden i orange.

Dvärgmåsens har ett mycket stort utbredningsområde som är uppdelad i olika avskilda områden runt om Holarktis, men främst i Palearktis. Trots det kategoriseras den som en monotypisk art och delas inte upp i underarter. Den häckar i nordöstra Europa och på utspridda platser i mellersta Europa samt i Asien; i Ryssland, Kazakstan och Mongoliet. Den häckar också mycket lokalt vid de Stora sjöarna i Nordamerika. Den är en flyttfågel som vintertid lever vid kusterna eller pelagiskt men dess vinterkvarter är dåligt kända. I januari 1990 observerades 52 000 individer i Nildeltat i Egypten vilket är det högsta antal dvärgmåsar som rapporterats. De övervintrar runt kusterna i Medelhavet, Atlantkusten och ett fåtal kring kusterna av Storbritannien och i Nordafrika. Den nordamerikanska populationen övervintrar utefter USA:s östkust.

### Förekomst i Sverige
I Sverige är dvärgmåsen i första hand utbredd i Väster- och Norrbotten, men lokalt finns den även i lappmarkerna och i södra Sverige.

## Systematik
Som många andra måsar och trutar placerades den tidigare i det stora släktet Larus. Genetiska studier visar dock att arterna i Larus inte är varandras närmaste släktingar. Dvärgmåsen är istället systerart till rosenmås (Rhodostethia rosea). Pons m.fl. (2005) föreslog att dessa båda arter skulle föras till samma släkte, där namnet Hydrocoloeus har prioritet. Brittiska British Ornithologists’s Union (BOU) följde rekommendationen 2007 att lyfta ur dvärgmåsen från Larus, men valde att behålla rosenmåsen i Rhodostethia för att markera dess särart. Dvärgmåsen placerades då som ensam art i Hydrocoloeus. Amerikanska  American Ornithologists' Union (AOU) följde efter i juli 2007 och Sveriges ornitologiska förening 2010. Även de världsledande auktoriteterna Clements m.fl. och International Ornithological Congress IOU har implementerat rekommendationerna in sin taxonomi.

## Ekologi

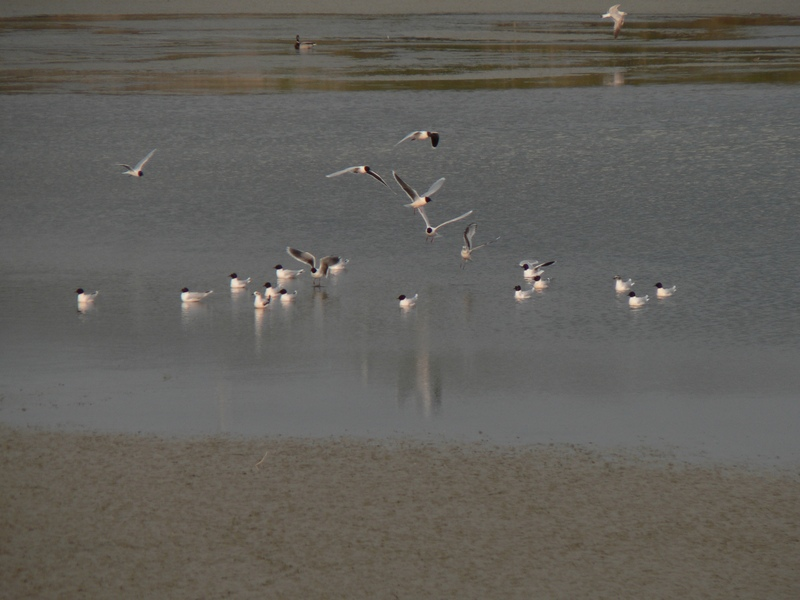
Flock med dvärgmåsar i sommardräkt. Notera de svarta vingundersidorna.

### Häckning

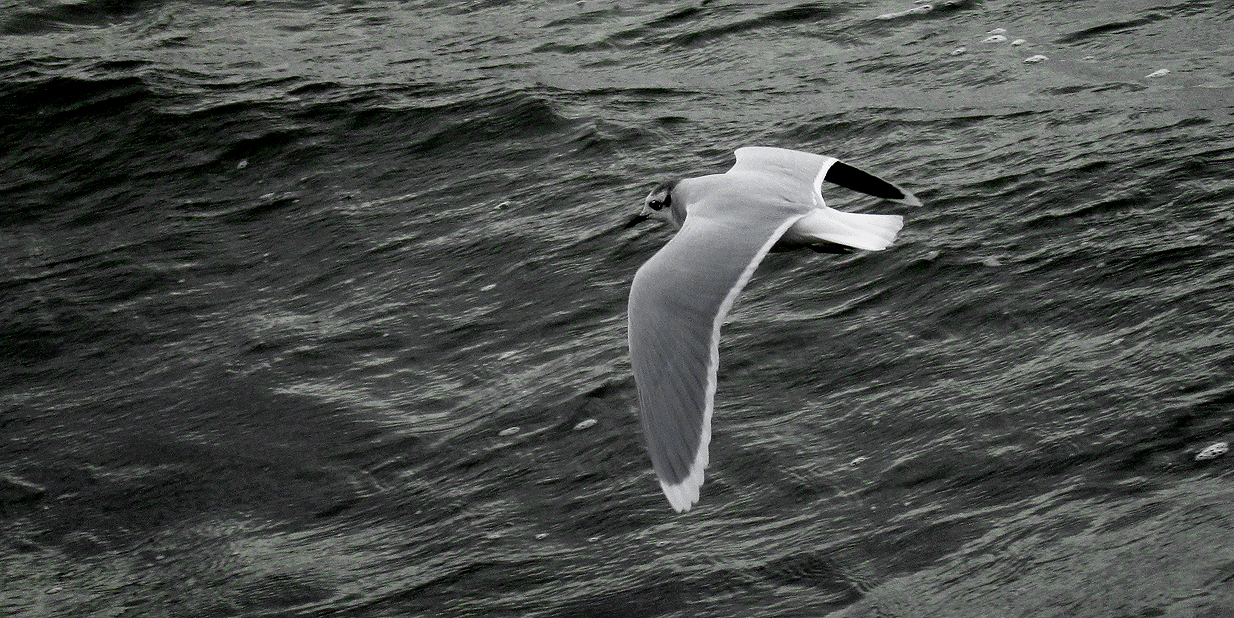
Adult dvärgmås i vinterdräkt.

Dvärgmåsen häckar vanligtvis i kolonier i grunda näringsrika havsvikar och vegetationsrika mindre sjöar. Båda föräldrarna bygger boet som placeras direkt på en tuva i vattnet eller i vegetationen på en mindre holme. Den lägger vanligtvis tre ägg, men kullar med två till sex ägg förekommer. I början av ruvning förekommer det att hanen lämnar bollar med insekter till honan. Efter kläckningen lämnar ungarna snabbt boet och blir flygga efter 21–24 dagar. Snart därefter lämnar de häckningsområdet.

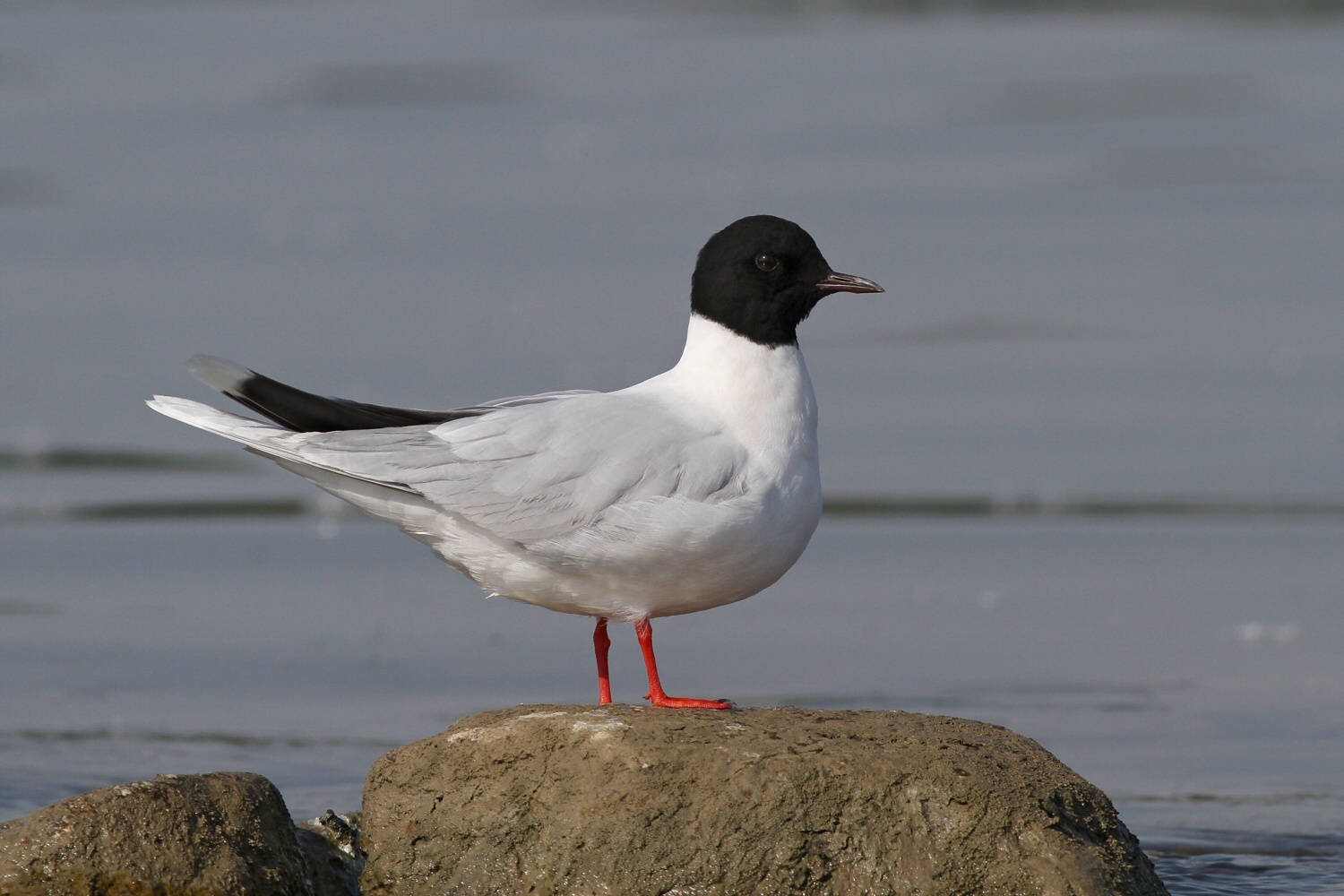
Adult dvärgmås i sommardräkt

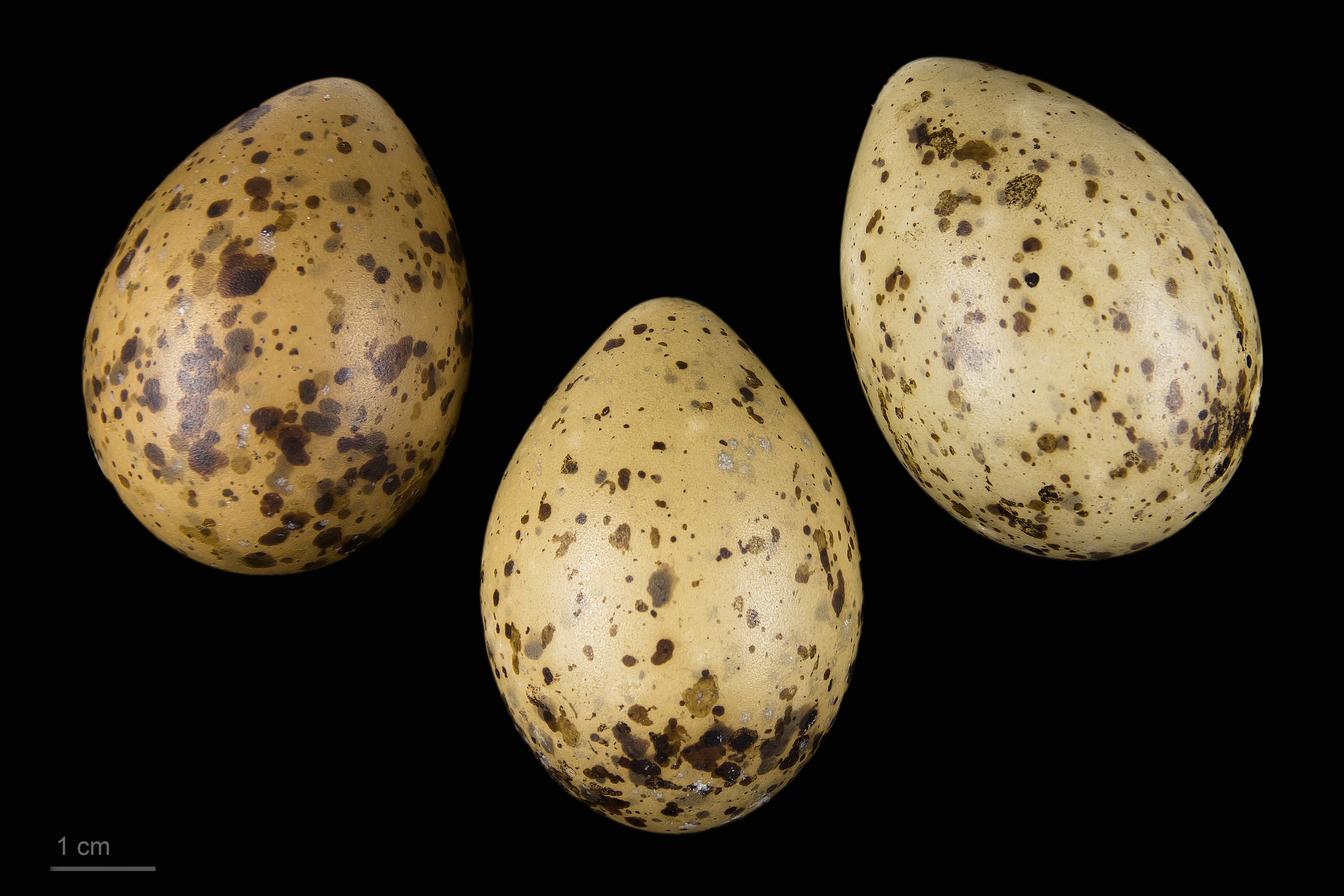
Dvärgmåsens ägg.

### Föda
Under häckningssäsongen lever de mest av mindre insekter, exempelvis dagsländor, fjädermyggor och knott, som ibland fångas flera kilometer ifrån häckningsplatsen. Insekterna tas både ifrån vattenytan eller snappas i luften. Under vintertiden lever den ett pelagiskt liv och dess föda består då av marina ryggradslösa djur och mindre fiskar.

## Status och hot
Dvärgmåsen har ett mycket stort häckningsområde och den globala populationen är stor och verkar öka. 2002 uppskattade man att populationen uppgick till mellan 97 000 och 270 000 individer. På grund av detta kategoriserar IUCN arten som livskraftig.
Även i Sverige anses beståndet livskraftigt. Dvärgmåsen är därmed den enda av Sveriges häckande måsar och trutar som inte är upptagen på Artdatabankens rödlista för hotade arter.

## Namn
Dvärgmåsens vetenskapliga artnamn minutus betyder just "liten" på latin, medan släktesnamnet Hydrocoloeus är en sammanfogning av grekiska hudro-, "vatten", och koloios, en typ av simhudsfotad fågel, möjligen en skarv.